# Esche (Liechtenstein)
Die Esche (alter Name Krebsbach und Fischbach) ist ein zirka 8 Kilometer langer Flusslauf im Fürstentum Liechtenstein. Ursprünglich entsprang die Esche dem Egelsee auf dem Gebiet der Vorarlberger Stadt Feldkirch und mündete südlich von Benders in den Rhein. Seit den 1840ern wurde der Flusslauf reguliert und begradigt. Damit konnte die landwirtschaftliche Ertragskraft der durchflossenen Gebiete enorm gesteigert werden. Die Mündung der Esche wurde rheinabwärts nach Gamprin verlegt, um den Rückstau durch den Rhein infolge der Erhöhung der Flusssohle auszugleichen. Mit dem Bau des Liechtensteiner Binnenkanals wurde die Esche in diesen umgeleitet. Die Esche hat ein Einzugsgebiet von 25,8 km², primär auf Liechtensteiner Gebiet. Sie durchfliesst die ausgedehnten Riedgebiete der Gemeinden Mauren und Eschen. In den letzten Jahren wurde begonnen den Fluss zu revitalisieren, da die Begradigung zu grossflächigen Überschwemmungen geführt hatten. So wurde der vor 200 Jahren trockengelegte Egelsee wieder reaktiviert und wird heute als Rückhaltebecken verwendet. Auch die Breite der Esche wurde an vielen Stellen erhöht, um dem Gewässer mehr Raum zu geben.
Der Name geht auf den romanischen Gewässernamen *Escan(a) zurück und leitet sich wahrscheinlich vom keltischen Wort *isko- für 'Fisch' ab.